# Scheuder

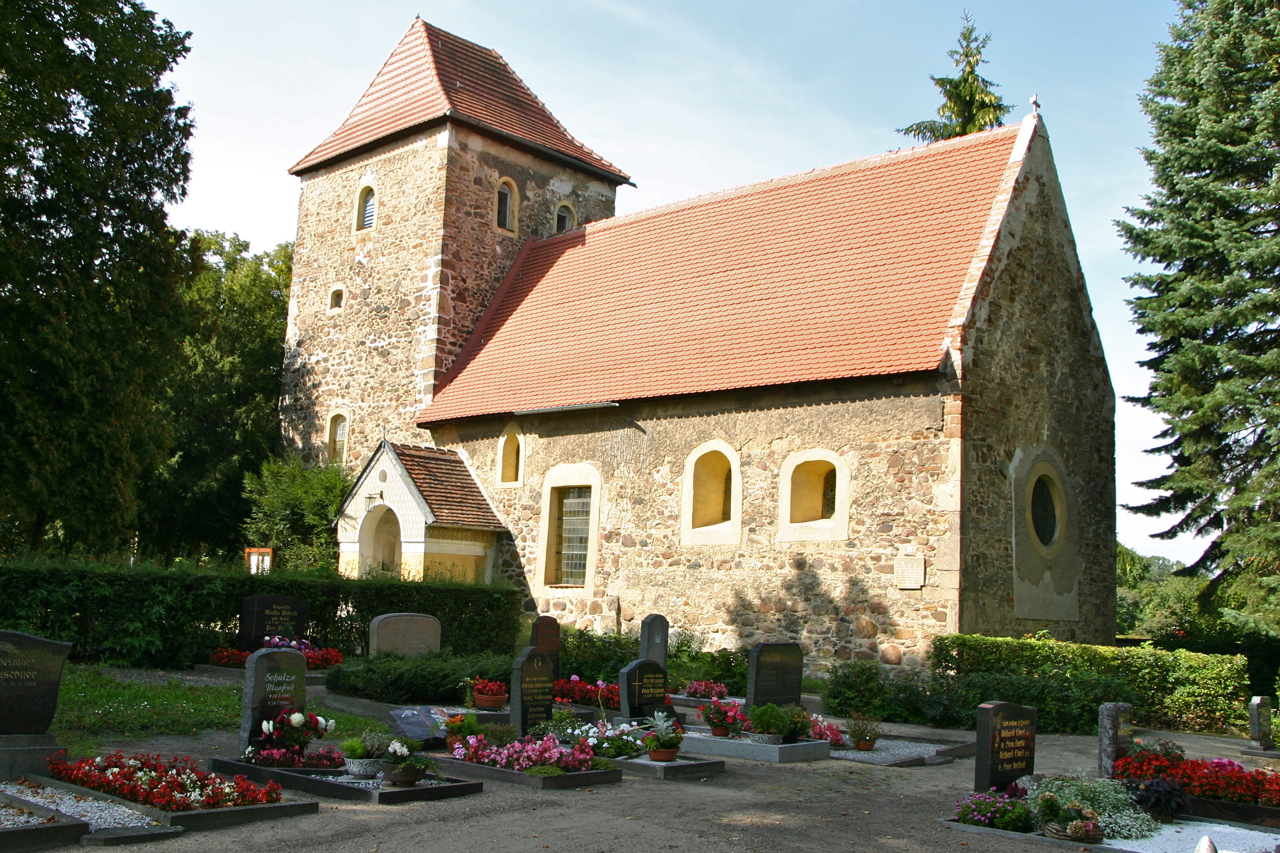
Scheuder (2011)

Scheuder este o comună în Saxonia-Anhalt, Germania